# Maurice Kemp
Maurice Leroy Kemp Jr. (Miami, Florida, 2 de febrero de 1991) es un baloncestista estadounidense que actualmente se encuentra sin equipo. Juega en la posición de ala-pívot. En el Draft de la NBA de 2013 no fue seleccionado.

## Carrera universitaria
Maurice empezó su carrera universitaria en Alabama A&M Bulldogs en Alabama jugando por un año. Después de su año como Freshman, continuó jugando al baloncesto universitario en Miami Dade College en Miami. Después de su año como Sophomore, terminó jugando al baloncesto universitario en East Carolina Pirates.

### Universidades
| Club                  | País           | Clase     | Año         |
| --------------------- | -------------- | --------- | ----------- |
| Alabama A&M Bulldogs  | Estados Unidos | Freshman  | 2009 - 2010 |
| Miami Dade College    | Estados Unidos | Sophomore | 2010 - 2011 |
| East Carolina Pirates | Estados Unidos | Junior    | 2011 - 2012 |
| East Carolina Pirates | Estados Unidos | Senior    | 2012 - 2013 |

## Carrera profesional
Tras desarrollar su carrera universitaria en Alabama, Miami y Carolina, Kemp, ala-pívot de 2,03m de estatura que en 2013 resultaría no drafteado para la NBA, comenzaba su periplo europeo en el Alba Fehérvár húngaro, con el que promediaria 16,5 puntos en liga doméstica y 12,3 puntos en Eurocup. Volvería a Estados Unidos en 2014 para enrolarse a las filas del Canton Charge, equipo afiliado de Cleveland Cavaliers en la por entonces denominada D-League en el que promediaría 6,9 puntos y 2,5 rebotes. Agotada la vía norteamericana, en la 2015/16 jugaría tanto para el EK Kavala griego, donde sus promedios se irían hasta los 7,6 puntos y los 4,2 rechaces en 20 minutos durante 11 encuentros, como para el Rapla KK de Estonia, donde disputaría hasta 18 partidos con medias de más de 33 minutos y 18,6 puntos por encuentro.
En 2016 ficharía por el Tadamon Zouk libanés con el que disputaría 28 partidos, manteniéndose en el parqué más de 35 minutos de media en los que anotaría 23,4 puntos y recogería 8,3 rebotes. 
En julio de 2017 se haría oficial su incorporación al Obras Basket de Buenos Aires con el que promediaría durante su primera campaña 21,2 puntos que le servirían pra acabarla como el máximo anotador de la competición. Repetiría título en el Torneo Super 20 con 23,2 tantos por encuentro e iba camino a volver a hcerlo esta temporada con los 21,2 puntos por partido que venía promediando.
En diciembre de 2018 Kemp llega a Fuenlabrada para cubrir un puesto en la pintura que había quedado vacante tras la rescisión de Talib Zanna y la marcha repentina de su sustituto, Siim-Sander Vene, que fichó por Gran Canaria tras haber estado apenas una semana y media en Fuenlabrada.
El 4 de octubre de 2021, firma por el Maccabi Rishon LeZion de la Ligat Winner.
El 8 de diciembre de 2021, firma por el Bnei Herzliya de la Ligat Winner.